# Vanilla havilandii
Vanilla havilandii ist eine Pflanzenart aus der Gattung Vanille (Vanilla) in der Familie der Orchideen (Orchidaceae). Sie wächst als Kletterpflanze auf Borneo.

## Beschreibung
Vanilla havilandii ist eine immergrüne Kletterpflanze. Die Blätter sind oval bis lanzettlich, vorne lang und spitz ausgezogen. Die Blätter werden zehn bis 17 Zentimeter lang und 2,5 bis 5,5 Zentimeter breit. Der Blattstiel ist einen Zentimeter lang. Die Blätter sind von dünner Textur.
Der drei bis vier Zentimeter lange, traubige Blütenstand trägt zahlreiche dicht beieinander stehende, nickende Blüten. Die Tragblätter werden drei bis vier Millimeter lang, sie sind rundlich bis oval, stumpf endend und konkav gebogen. Blütenstiel und Fruchtknoten messen zusammen vier bis fünf Zentimeter. Die grünlichen Sepalen sind drei Zentimeter lang, länglich-oval geformt und stumpf endend. Die Petalen sind ebenfalls grün, stumpf endend, sie sind oberhalb der Mitte am breitesten. Die weiße Lippe ist ganzrandig, der Rand ist vorne gewellt. Auf der Lippe sitzt ein im Umriss ovaler Bart, der aus einzelnen längs verlaufenden, behaarten Leisten zusammengesetzt ist. Die Säule ist zwei Zentimeter lang, an ihrer Spitze mit zwei seitlichen verbreiterten Leisten („geflügelt“). Die elf bis 15 Zentimeter lange Kapselfrucht ist etwa zylindrisch geformt.

## Verbreitung
Vanilla havilandii ist auf Borneo endemisch. Sie besiedelt Lichtungen in Regenwäldern.

## Systematik und botanische Geschichte
Vanilla havilandii wurde 1918 von Robert Allen Rolfe erstmals beschrieben. Der Name havilandii ehrt den Sammler des Typusexemplars.
Innerhalb der Gattung Vanilla wird Vanilla havilandii in die Untergattung Xanata und dort in die Sektion Tethya, die alle Arten der Paläotropis enthält, eingeordnet. Nach Portères ähnelt sie der ebenfalls in Asien verbreiteten Vanilla albida. Soto Arenas und Cribb erwähnen ebenfalls die Ähnlichkeit dieser Art. Sie geben des Weiteren Vanilla andamanica, Vanilla montana, Vanilla moonii, Vanilla sanjappae und Vanilla yersiniana als Verwandte an.